# Gundam Battle Universe
Gundam Battle Universe est un jeu vidéo d'action développé par Artdink et édité par Namco Bandai Games en juillet 2008 sur PlayStation Portable. C'est une adaptation en jeu vidéo de la série basée sur l'anime Mobile Suit Gundam. C'est le quatrième opus d'une série de cinq jeux vidéo,,.

## Série
1. Gundam Battle Tactics : 2005, PlayStation Portable
2. Gundam Battle Royale : 2006, PlayStation Portable
3. Gundam Battle Chronicle : 2007, PlayStation Portable
4. Gundam Battle Universe
5. Gundam Assault Survive : 2010, PlayStation Portable